# Meč Gideonův
Meč Gideonův (anglicky: Sword of Gideon), či též Meč Židů, je kanadský televizní film z roku 1986, vycházející z událostí roku 1972, kdy palestinská teroristická organizace Černé září zajala a následně zabila jedenáct izraelských sportovců na letních olympijských hrách v Mnichově. Agenti izraelské zpravodajské služby Mosad následně v rámci takzvané operace Boží hněv pátrali a zabíjeli teroristy spojené s mnichovským masakrem. Film byl poprvé vysílán na kanadské televizní stanici CTV v rámci čtyř hodinových minisérií. Následně pak byl vysílán na televizní stanici HBO. Film režíroval Michael Andreson a scénář napsal Chris Bryant. Děj filmu je založen na knize Vengeance: The True Story of an Israeli Counter-Terrorist Team od George Jonase. Příslušníky zpravodajských služeb byl děj filmu kritizován jako fikce, avšak jak se zmiňuje i Black a Morris (2006), podrobnosti o tajných izraelských odvetných operací nejsou dodnes přesně známy. V některých zemích vyšla zmíněná knihy pod názvem Vengeance: Sword of Gideon, z něhož pochází originální název tohoto filmu. Příběh Meče Gideonova převypravuje film Mnichov od Stevena Spielberga z roku 2005.